# تراویس مایر (دوچرخه‌سوار)
تراویس مایر (اسپانیایی: Travis Meyer‎؛ زادهٔ ۸ ژوئن ۱۹۸۹) دوچرخه‌سوار اهل استرالیا است.
از باشگاه‌هایی که در آن رکاب زده‌است می‌توان به تیم دوچرخه‌سواری دراپاک اشاره کرد.